# Тригорское
Триго́рское — музей-усадьба друзей А. С. Пушкина помещиков Осиповых-Вульф находится на территории Пушкинского заповедника в Пушкиногорском районе Псковской области, на берегу реки Сороть в километре от деревни Шаробыки.
Название усадьбы происходит от особенности местности — на трёх соседних холмах (горах) находятся сама усадьба, городище Воронич и деревня Воронич, построенная на месте прилегавшего к городу Воронич посада.

## История
Тригорское известно с XVIII века, как часть Егорьевской губы, пожалованной в 1762 году Екатериной II шлиссельбургскому коменданту М. Д. Вындомскому. Затем она перешла к его сыну Александру Максимовичу, а в 1813 году хозяйкой Тригорского становится его дочь, статская советница Прасковья Александровна Осипова-Вульф. Здесь она жила вместе с мужем И. С. Осиповым (умер 5 февраля 1824 года) и с детьми: Алексеем, Анной, Евпраксией, Валерианом, Михаилом Вульф, Марией и Екатериной Осиповыми и падчерицей Александрой Осиповой. У Прасковьи Александровны бывали её племянницы Анна Ивановна Вульф и Анна Петровна Керн, неоднократно посещал А. С. Пушкин, в 1826 году гостил поэт Н. М. Языков, посвятивший хозяевам имения несколько стихотворений, в том числе — «Тригорское».

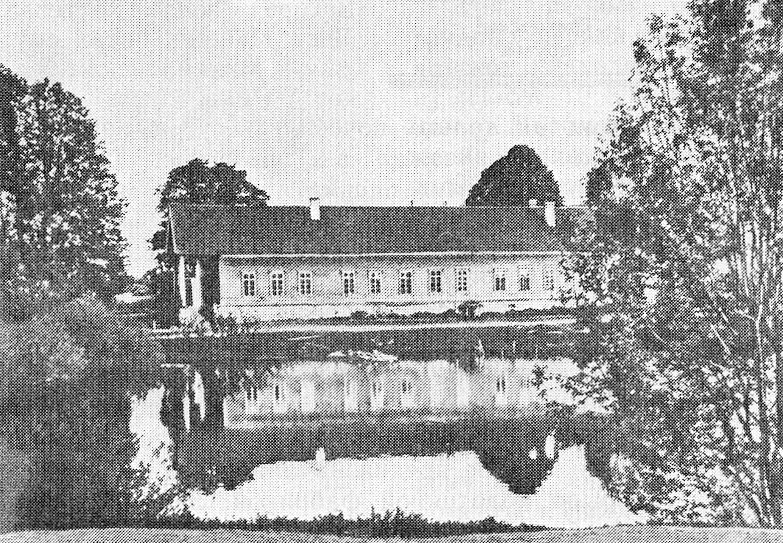
Дом Осиповых-Вульф в Тригорском. Фото к. XIX в.

Господский дом представлял собой длинное приземистое здание, обшитое некрашеным тёсом. Ранее здесь размещалась полотняная фабрика. Владелица Тригорского, П. А. Осипова, в 1820-х гг. перебралась сюда на время ремонта старого дома (построенного в 1760-х гг.), украсила здание двумя фронтонами, приспособила под жильё и осталась здесь жить насовсем. В доме были передняя, гостиная, столовая, библиотека, комнаты П. А. Осиповой, Алексея Вульфа, старших дочерей, детская, классная комната, запасная комната для гостей, кухня, буфетная, кладовая. Обстановка комнат была намного богаче, чем в Михайловском. Тригорская библиотека, которую начал собирать А. М. Вындомский, была довольно обширна. Её постоянным читателем был А. С. Пушкин. Здесь хранились также книги с дарственными надписями самого поэта.
В 1918 году господский дом сгорел. С 1922 года Тригорское является частью Музея-заповедника А. С. Пушкина. В 1962 году на старом фундаменте был восстановлен господский дом на основе сохранившихся изображений, описаний и планов (архитектором Смирновым В. П.) Были воссозданы гостиная, комнаты Прасковьи Александровны, Евпраксии и Алексея Вульф. Они наполнены сохранившимися предметами обстановки, портретами обитателей дома, а также вещами, характерными для усадебного дома начала XIX века.

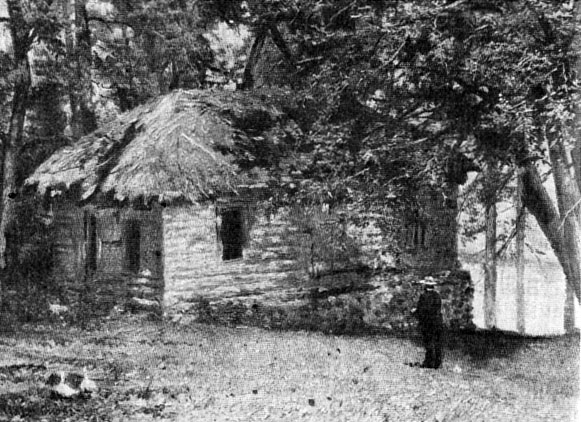
Банька в Тригорском. худ. Максимов В. 1898 г.

Живописный парк Тригорского был разбит М. Д. Вындомским, первым владельцем имения, и является образцом русского садово-паркового искусства XVIII века. Его площадь, вместе с прилегающими лугами, составляет 37 гектаров. На его территории — три пруда, фруктовый сад, множество аллей, дорожек, «Скамья Онегина», «Дуб уединённый», «Танцевальный зал» (площадка, обсаженная липами), господская банька (была восстановлена в 1978 году).
На одном из холмов Тригорского, где было Вороническое городище, находится родовое кладбище Осиповых-Вульф. Здесь похоронены: А. М. Вындомский, П. А. Осипова, И. С. Осипов (муж Прасковьи Александровны), А. Н. Вульф и др. Сохранились остатки фундамента Георгиевской церкви, сгоревшей в 1913 году, а также основание каменной ограды кладбища.

## А. С. Пушкин в Тригорском

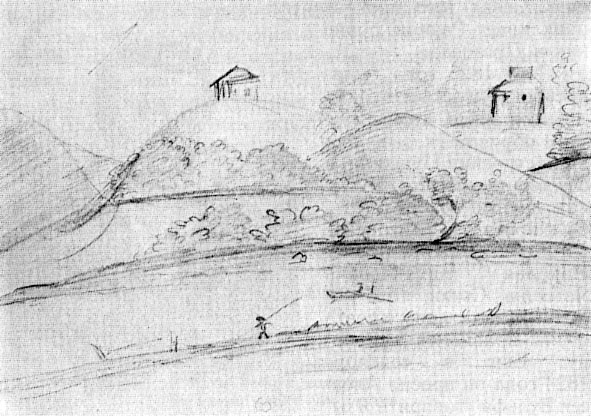
Тригорское. Рисунок А. С. Пушкина

Александр Сергеевич Пушкин впервые познакомился с семьёй Осиповых-Вульф в свой первый приезд в Михайловское в 1817 году, после окончания Лицея. Но особенно подружился после высылки из Одессы в Михайловское в 1824 году, бывая в Тригорском почти каждый день.
Хозяйке Тригорского, Прасковье Александровне, Пушкин посвятил ряд стихотворений: «Подражание Корану»,«Простите, верные дубравы», «Быть может, уж недолго мне…», «Цветы последние милей…».
Её старшие дочери считали себя прототипами героинь «Евгения Онегина».
Евпраксия Николаевна Вульф (1809—1883) упоминается в знаменитом «Донжуанском списке Пушкина». К ней обращены стихотворения «Если жизнь тебя обманет» и «Вот, Зина, вам совет». В «списке» также значатся имена Александры Ивановны Осиповой (падчерицы П. А. Осиповой), Анны Ивановны Вульф (племянницы П. А. Осиповой) и, возможно, Анны Николаевны Вульф (1799—1857).

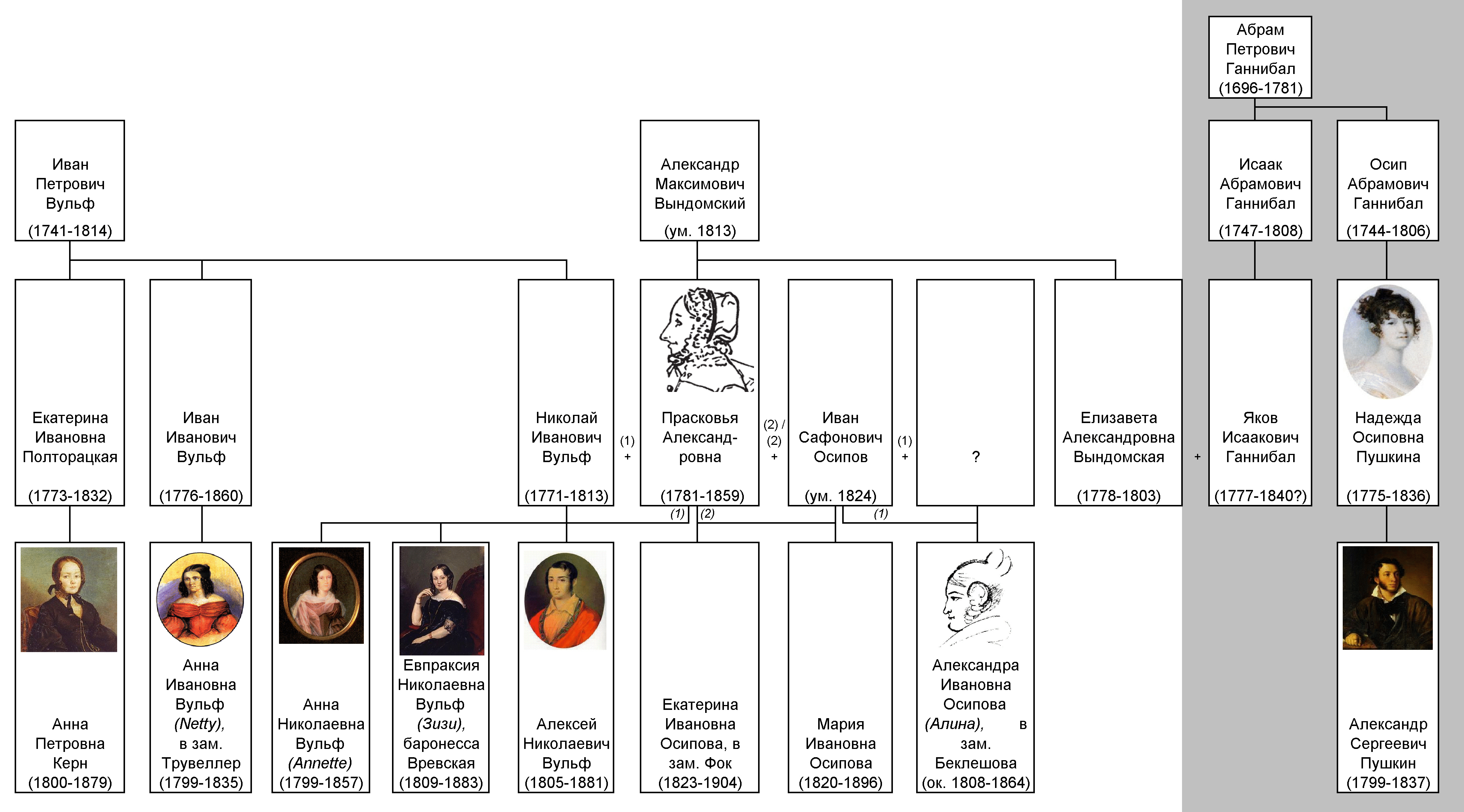
Обитатели Тригорского: Пушкина связывали романтические отношения с 5 или 6 дамами и барышнями из семьи Вульфов

Пушкин вёл переписку с Алексеем Вульфом, который в это время учился в Дерптском университете (1822—1826 гг) и приезжал в Тригорское на вакации. Через него познакомился с поэтом Н. М. Языковым.
Семья:
- Осипова, Прасковья Александровна — хозяйка поместья. Её дети:
  - Вревская, Евпраксия Николаевна
  - Вульф, Алексей Николаевич
  - Вульф, Анна Николаевна
- Керн, Анна Петровна — племянница 1-го мужа хозяйки.
- Вульф, Анна Ивановна — племянница 1-го мужа хозяйки.
- Осипова, Александра Ивановна — падчерица хозяйки от 2-го мужа

## Документальные фильмы
- «Под сенью Тригорского». Реж. Николай Алексеев. Россия, 2004 год.